# Hagoromo Bungu
 (décembre 2023).
Hagoromo Bungu (羽衣文具, littéralement "Papeterie Hagoromo") était une entreprise japonaise de fournitures de bureau et de craie. Elle est surtout connue pour avoir produit la Hagoromo Fulltouch Chalk, une marque de craie pour tableau noir,,. Bien que principalement vendue au Japon et en Corée du Sud, la craie a fini par être utilisée dans le monde entier en raison de sa prétendue facilité d'utilisation. Néanmoins, la baisse générale des ventes de craie, entre autres facteurs, a conduit à sa fermeture en 2015. L'annonce de la fermeture de l'entreprise a amené les fans à stocker ses craies. La société sud-coréenne Sejongmall a finalement acheté la marque Hagoromo et une grande partie de l'équipement de la société d'origine et fabrique la craie en Corée du Sud depuis 2016,.

## Histoire
La société a été fondée en octobre 1932 sous le nom de Nihon Chalk Seizosho (日本チョーク製造所, littéralement "Fabrique japonaise de craies") par Shiro Watanabe. L'usine d'origine était située à Naka-ku, Nagoya, mais a été détruite en août 1944 pendant la Seconde Guerre mondiale. L'entreprise a été rétablie en 1947 et renommée Hagoromo Bungu. Une usine dans la ville voisine de Kasugai a été achevée en 1961 et les bureaux y ont été transférés en 1992.

### Succès

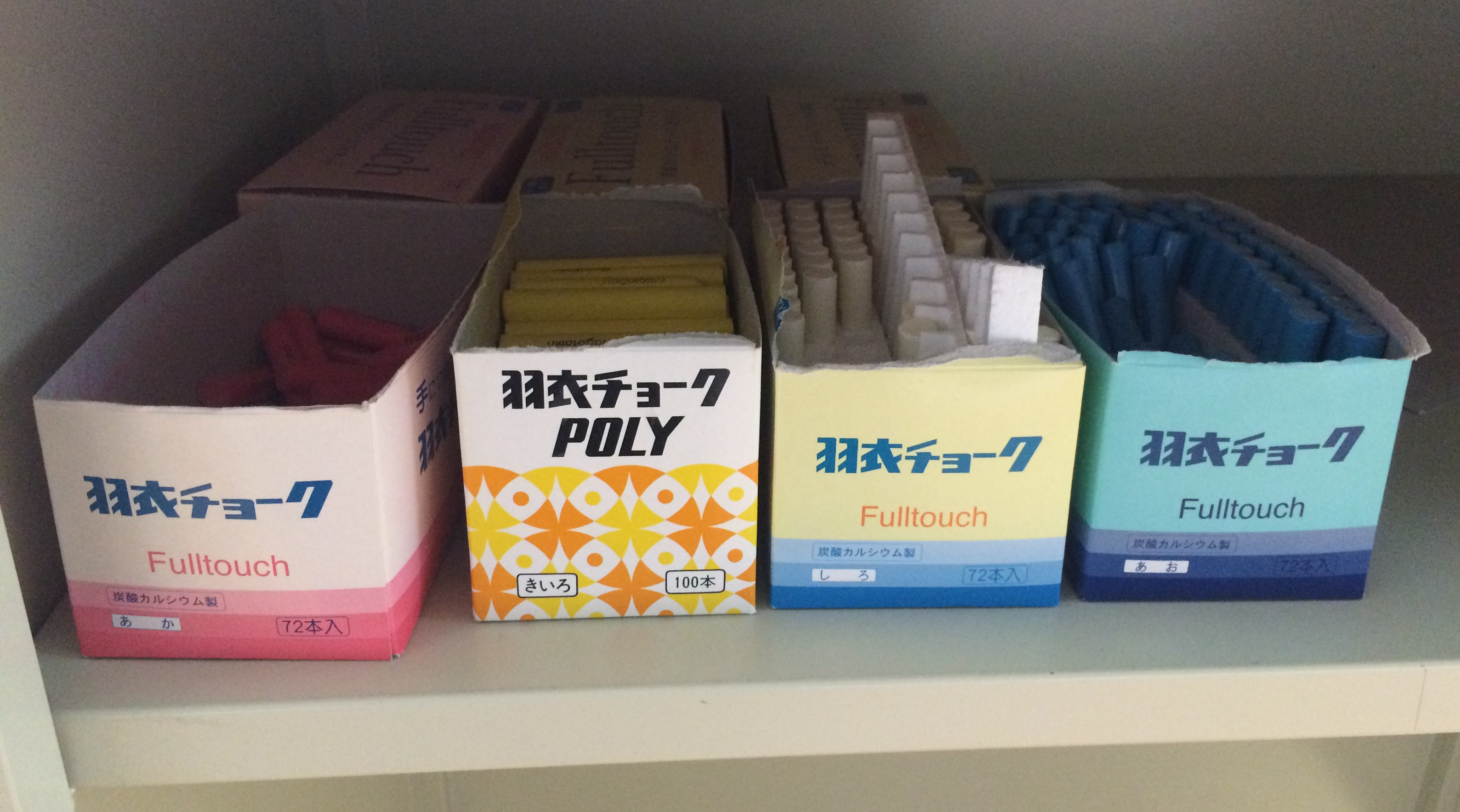
Boîtes de craie Hagoromo Fulltouch

L'entreprise vendait plus de 90 millions de morceaux de craie par an, à son apogée en 1990, et détenait une part de 30 % du marché intérieur, selon Tokyo Shoko Research
Le mathématicien Satyan Devadoss a écrit en 2010 que la craie Hagoromo peut être appelée « le Michael Jordan de la craie, la Rolls-Royce de la craie ». Plusieurs autres mathématiciens et professeurs de renom, tels que Brian Conrad et David Eisenbud, préfèrent également le produit,. Eisenbud a d'abord présenté la craie aux mathématiciens américains et a travaillé pour qu'elle soit importée aux États-Unis ; elle est désormais vendue sur Amazon.

### Fermeture
En octobre 2014, le président de l'entreprise, Takayasu Watanabe, a publié une déclaration annonçant que l'entreprise arrêterait la production de craie en février 2015 et ses ventes en mars 2015,,. Watanabe, le successeur de Ryuzo Watanabe, a évoqué les raisons de la fermeture, notamment le fait que « les tableaux noirs ne sont plus la norme dans les salles de classe » et que « le nombre d'élèves est également en baisse ». Dans une interview en 2015, Watanabe a également cité son état de santé déclinant comme l'une des principales raisons de la fermeture.

### Derniers mois
L'annonce de la cessation des activités a conduit à l'achat, à la thésaurisation et à la revente en masse de craie parmi ses fans,,,,,.
En juin 2015, Watanabe a signalé que la production s'était poursuivie pendant un mois de plus que prévu initialement et s'était finalement terminée le 31 mars 2015.

### Héritage
Hagoromo a vendu les trois machines sur mesure utilisées pour fabriquer la craie Hagoromo. Umajirushi, un fabricant japonais de tableaux noirs qui cherche à accroître sa production de craie, en a acheté une,. Umajirushi a depuis lancé DC Chalk Deluxe (DCチョークDX),.
Sejongmall, un détaillant sud-coréen qui importait auparavant la craie Hagoromo, a acheté les deux autres machines ainsi que les droits de la marque Hagoromo et continue de produire la craie en Corée du Sud. Les mathématiciens la considèrent comme impossible à distinguer du produit original.

## Produits
La gamme de produits Hagoromo Fulltouch Chalk est ce pour quoi l’entreprise est la plus connue,. La gamme entière est commercialisée comme étant « sans poussière ».
- Craie Fulltouch : craie de calcium
- Grande craie Fulltouch : craie de calcium, 2 cm de diamètre et 11,3 cm de longueur, disponible en blanc, rouge, orange, jaune, vert et bleu
- Fulltouch New Poly : craie de gypse, parfois appelée craie de plâtre
- Craie de couleur lumineuse Fulltouch : craie de gypse